# میان‌ملک
میان‌ملک، روستایی است از توابع بخش گیل‌خوران شهرستان جویبار در استان مازندران ایران است.

## جمعیت
این روستا در دهستان چپکرود قرار داشته و براساس سرشماری مرکز آمار ایران در سال ۱۳۸۵ جمعیت آن ۳۳۴نفر (۸۱خانوار) بوده‌است.